# 베이신안역
베이신안역(중국어: 北辛安站)은 중국 베이징시 스징산구 구청 가도의 베이신안로·수리창가 교차로 남쪽에 위치한 베이징 지하철 11호선의 지하철역으로 2021년 12월 31일 11호선 개통과 함께 개장되었다.

## 역 구조

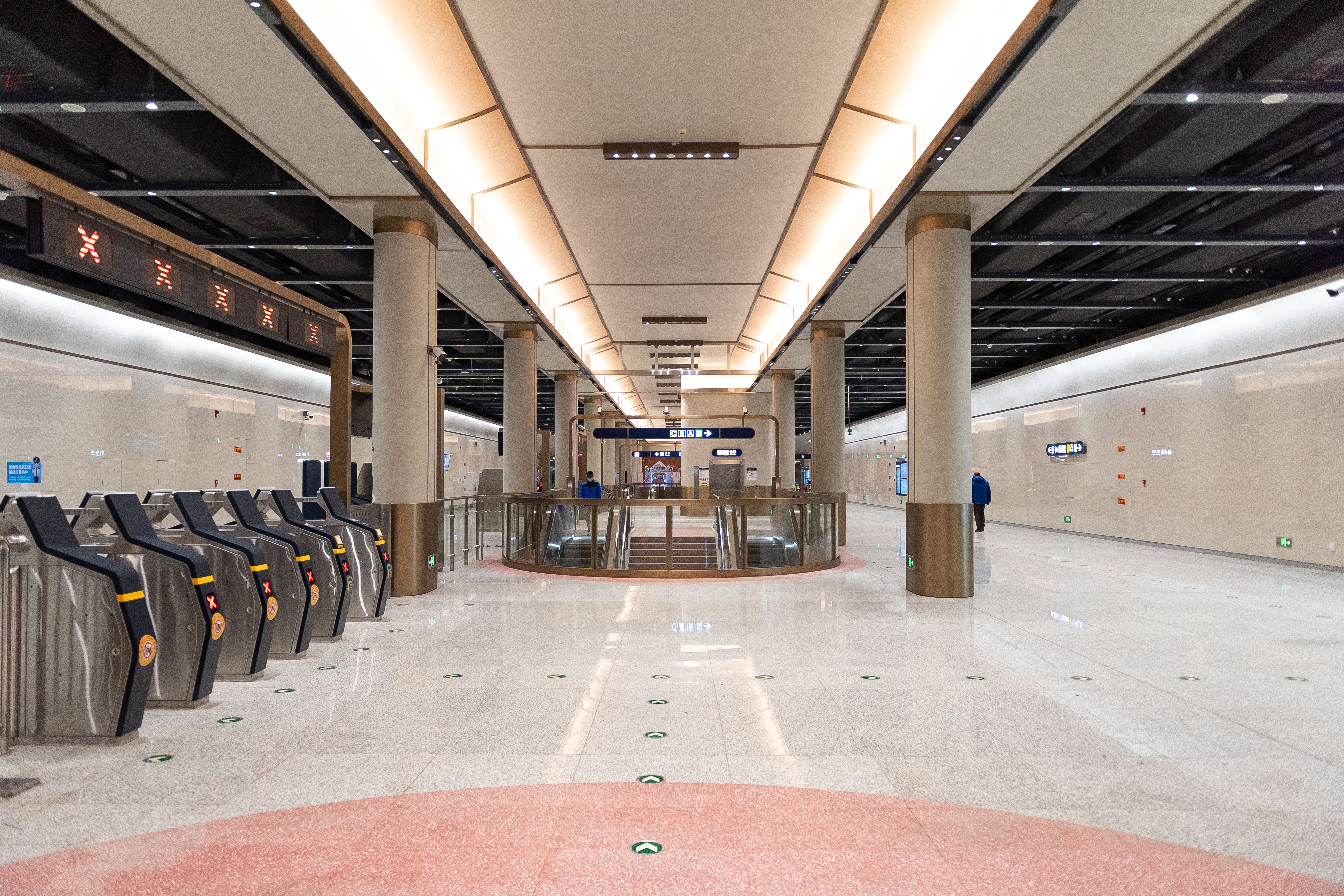
대합실

| 지면     |                                 | 출입구                                      |
| 지하 1층 | ■ 11호선 대합실                 | 매표소, 안내 센터, 보안 검색대, 출입 게이트 |
| 지하 2층 | ←                               | ■ 11호선 모스커우 방면 (진안차오)           |
| 지하 2층 | 섬식 승강장, 왼쪽 출입문이 열림 |                                             |
| 지하 2층 | →                               | ■ 11호선 신서우강 방면 (시·종착역)          |

## 출구
|              |                           |           |      |             |
| 출구         | 지시                      | 출구 인근 | 사진 | 무장애 시설 |
| 出口 · A     | 베이신안로(北辛安路) 서측 |           |      |             |
| 出口 · B · 1 | 베이신안로(北辛安路) 서측 |           |      |             |
| 出口 · B · 2 | 베이신안로(北辛安路) 동측 |           |      |             |
| 出口 · B · 3 | 베이신안로(北辛安路) 동측 |           |      |             |
| 出口 · C     | 베이신안로(北辛安路) 서측 |           |      |             |

## 역사
본 역은 초기에 베이신안루역(중국어: 北辛安路站)이라고 명명되었다. 2020년 9월 25일, 베이징시 계획천연자원위원회는 "11호선 서부 구간 프로젝트 역 제정 계획에 관한 고시"를 발표하였다. 이 계획은 "베이신안루역"을 "베이신안"으로 변경한다는 계획을 수립했다. 2020년 11월 18일, 본 역은 공식적으로 "베이신안역"으로 제정되었다.
2023년 12월 30일에 B2, B3 출구가 개방되었다.